# Karol Griesheim
Karol Griesheim (XVIII-XIX wiek) – generał adiutant króla.
Był Niemcem, w 1790 uzyskał polski indygenat.